# Biostratigrafie

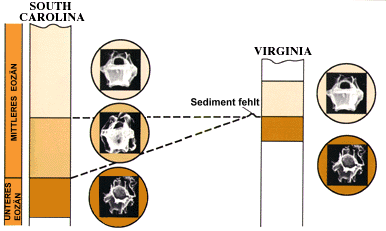
Principe van biostratigrafie. In de figuur zijn de sedimentaire pakketten van twee locaties als lithologische colommen weergegeven. De opeenvolgingen van drie biozones maakt correlatie mogelijk. Geheel links staat de chronostratigrafie.

Biostratigrafie is een manier om gesteenten te dateren door gebruik te maken van fossielen. Biostratigrafie gaat ervan uit dat bepaalde (combinaties van) fossielen karakteristiek zijn voor een bepaald tijdvak (het zogenaamde principe van fossielopeenvolging), en stelt aan de hand daarvan biostratigrafische eenheden op. Dit zijn tijdvakken (eigenlijk het ruimtelijk voorkomen van een bepaald gesteente) waarvoor een bepaald fossiel of een combinatie van fossielen karakteristiek is.
Door ervan uit te gaan dat de opeenvolging van fossielinhoud lateraal gelijk is kunnen lateraal correlaties tussen gesteenten of sedimenten gemaakt worden. Dit is belangrijk, omdat over grote afstanden sediment van dezelfde ouderdom sterk kan verschillen door het principe van sedimentaire facies (op de ene plek kan bijvoorbeeld klei worden afgezet, tegelijkertijd op de andere plek zand). Als op twee plekken gesteente met hetzelfde gidsfossiel wordt gevonden, laat dit zien dat de lagen even oud zijn.
Omdat biostratigrafie geen absolute ouderdom aan een gesteente geeft, is het een manier van relatieve datering.

## 'International Stratigraphic Guide'
Biostratigrafische eenheden zijn, evenals andere stratigrafische eenheden, internationaal gestandaardiseerd. Dit werk wordt gecoördineerd door de 'International Commission on Stratigraphy' (ICS). Dit is een commissie van de 'International Union of Geological Sciences' (IUGS). De commissie geeft een 'International Stratigraphic Guide' uit waarin regels voor stratigrafisch onderzoek en definities voor stratigrafische eenheden worden gegeven.

## Biostratigrafische eenheden
De biostratigrafie verdeelt gesteente- en sedimentlagen in eenheden, biozones genoemd. Een biozone is een interval dat wordt gekenmerkt door het voorkomen van een bepaalde soort. Biozones kunnen ook als het overlappende interval van twee soorten of intervallen waarin een bepaalde soort duidelijk meer of minder voorkomt dan in de boven- en onderliggende lagen het geval is gedefinieerd zijn. Een opeenvolging van een aantal biozones heet een biozonering. Deze biozoneringen kunnen regionaal voor gesteenten van dezelfde ouderdom verschillen.
Biozones kunnen gedefinieerd zijn aan de hand van het verschijnen en verdwijnen van bepaalde fossielen, maar ook met de hoeveelheden van een bepaald fossiel die erin worden gevonden. Weer andere biozones worden geïdentificeerd met een combinatie van bepaalde fossielen samen.
De term etage en het Engelse equivalent faunal stage worden weleens gebruikt om een stratigrafische eenheid mee aan te duiden met een bepaalde fossielinhoud. Dit is officieel een chronostratigrafisch begrip, het gebruik van de verschillende begrippen loopt vaak door elkaar en kan verwarrend op leken overkomen.

## 'Gereedschap'

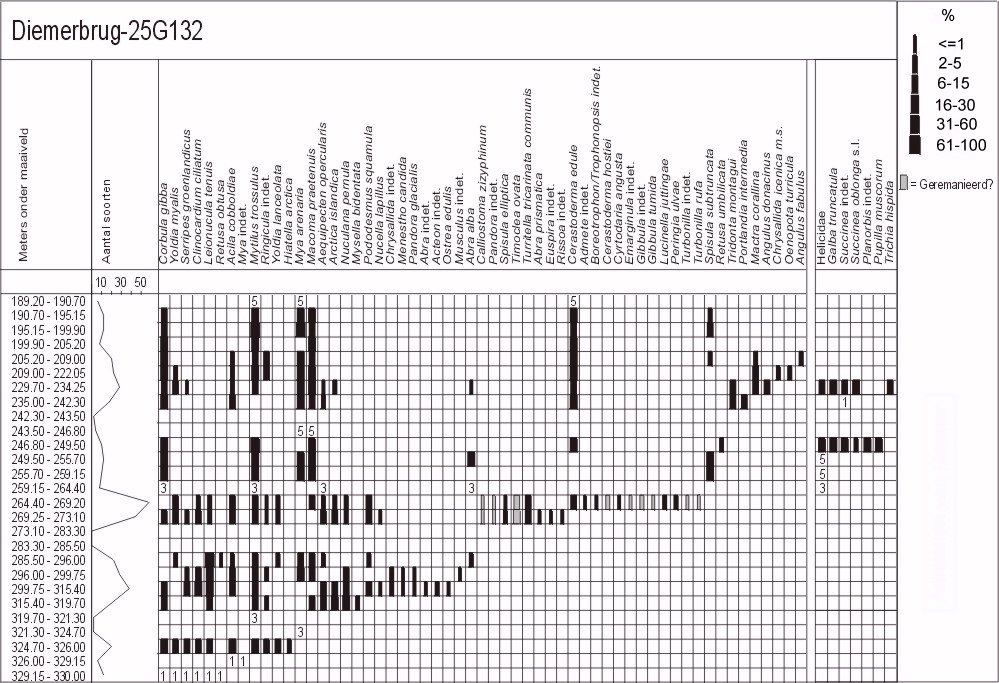
Boring Diemerbrug: voorbeeld van een eenvoudige 'range chart'

Soorten die in een geologische sectie zijn aangetroffen kunnen in een bepaalde volgorde gerangschikt in een tabel geplaatst worden. De diepten van alle onderzochte grondmonsters worden in een verticale dieptekolom geplaatst. Op de horizontaal worden voor iedere diepte de aangetroffen soorten geplaatst. Een van de gebruikelijke methoden is om de soorten in volgorde van binnenkomst, dat wil zeggen hun 'eerste optreden in de sectie' (FAD) te rangschikken. Dat is in het hier geplaatste voorbeeld gedaan. Een dergelijke tabel heet een verspreidingstabel of 'range chart'. Uit een dergelijk tabellarisch overzicht kunnen eventuele biostratigrafische eenheden of ecologische veranderingen afgeleid worden. Een van de belangrijkste problemen is vast te stellen welke soorten in een bepaald monster 'thuis horen' of niet. Men kan daarbij te maken hebben met verontreiniging die tijdens de monstername is opgetreden. Dat kan bijvoorbeeld optreden in een grondboring waarin grond met fossielen uit hoger gelegen lagen naar beneden valt ('naval') waardoor op die manier jongere fossielen in het monster terechtkomen.
Een ander verschijnsel is geologisch van aard en heeft met de bemonstering niets te maken. Tijdens sedimentatie kunnen oudere lagen opgeruimd worden en opnieuw worden afgezet. Hierdoor komt (mogelijk zeer veel) ouder fossiel materiaal in een jongere laag terecht. Dit verschijnsel wordt omwerking of remaniëring genoemd. De flora en/of fauna die in deze laag thuis hoort wordt daardoor verontreinigd met organismen die niet gelijktijdig geleefd hebben maar in een al of niet ver verleden. Het omgekeerde, jonger materiaal dat in een oudere laag terechtkomt, komt ook voor. Dit kan gebeuren als een reeds afgezette laag door organismen uit een hoger gelegen afzetting wordt doorgraven. Door deze graafactiviteit kan jonger materiaal naar beneden zakken en in een verder relatief ongestoorde afzetting terechtkomen.
Voor de interpretatie van fossiele associaties is het van groot belang om deze storende invloeden te herkennen. In de verspreidingstabel zijn omgewerkte oudere soorten met grijze in plaats van zwarte blokjes aangegeven. Deze soorten tellen dus niet mee bij het interpreteren van de aangetroffen fossielen!

## Gidsfossielen

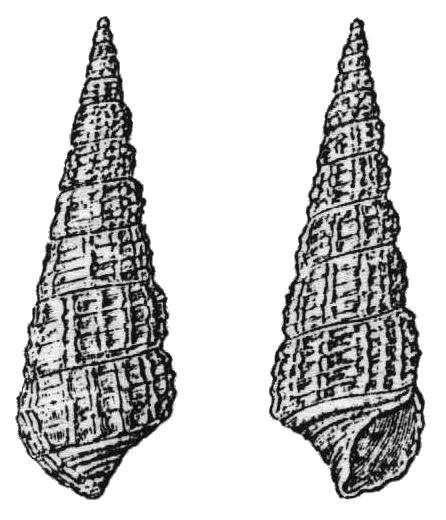
Bittium reticulatum Afbeelding uit Harting (1886) door hem aangeduid als 'gidsfossiel' voor het Nederlandse Eemien

Met gidsfossielen kunnen aardlagen van een bepaalde ouderdom herkend worden. Het is een in de biostratigrafie verouderd begrip wat desondanks nog veel wordt gebruikt en valt min of meer samen met een 'acme zone' of een korte 'range zone'. De beste gidsfossielen zijn soorten die niet lang bestaan hebben, zodat ze slechts in een korte periode voorkomen, soorten die gemakkelijk bewaard blijven (bijvoorbeeld omdat ze een hard skelet hebben) en soorten die een relatief snelle evolutie hebben gehad zodat er een duidelijke opeenvolging in de fossielen te zien is. Belangrijk is ook dat de soort een grote populatie had, zodat fossielen niet zeldzaam zijn, en dat de soort in meerdere verschillende afzettingsmilieus voorkwam. Bovendien moet een soort om een goed gidsfossiel te zijn geografisch een redelijke verspreiding hebben gehad.
In feite is elke plant- of diergroep die aan bovenstaande voorwaarden voldoet, geschikt om gidsfossielen te leveren. In de praktijk hangt het vaak van de omstandigheden af wat er daadwerkelijk gebruikt wordt. Bij veldwerk komen vooral grotere, makkelijk waar te nemen macrofossielen van pas. Voorbeelden van groepen die voor dit doel vaak gidsfossielen leveren zijn ammonieten, belemnieten en andere Mollusca zoals bivalvia en gastropoda, en verder bijvoorbeeld graptolieten en trilobieten.
Als men zich met kleine grondmonsters moet behelpen, zoals het geval kan zijn bij tijdens veldwerk verzamelde grondmonsters of monsters uit grondboringen dan lenen microfossielen waarvoor vaak maar weinig monstermateriaal nodig is zich daartoe uitstekend. Voorbeelden van als gidsfossiel geschikte microfossielen zijn acritarcha, chitinozoa, conodonta, dinoflagellaten, pollen, sporen en foraminifera.
Bepaalde groepen fossiele zoogdieren leveren door een snelle evolutie zeer goede gidsfossielen voor gebruik in aardlagen die op het land zijn afgezet. Een belangrijk voorbeeld zijn de opvolgende soorten uit de evolutielijn(en) van de woelmuizen tijdens het Kwartair.

## Geschiedenis

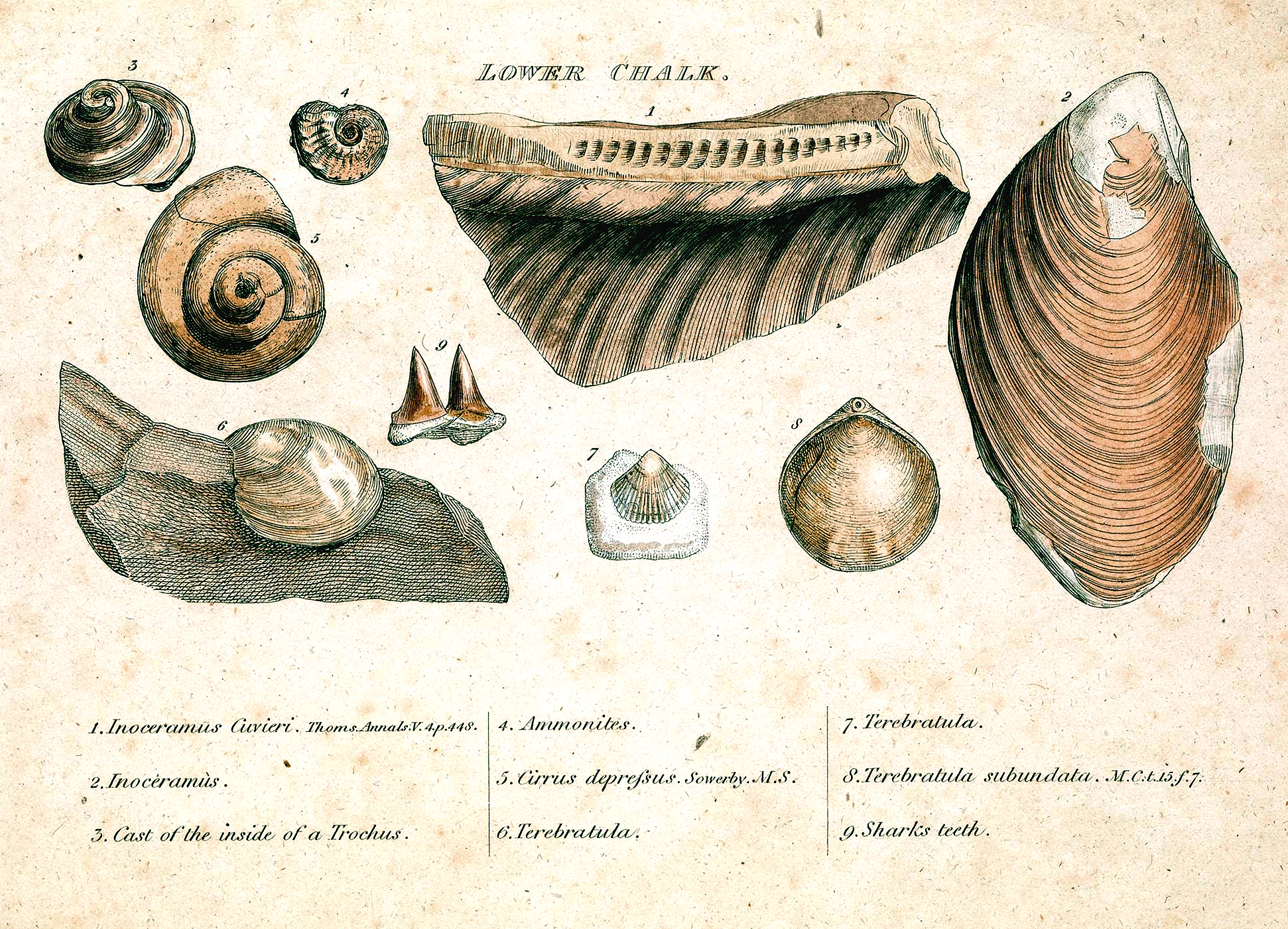
Tekeningen van gidsfossielen door William Smith, 1815.

Het principe dat bepaalde soorten fossielen alleen in bepaalde lagen voorkwamen was al door de 17e-eeuwse natuuronderzoekers Martin Lister (1671) en John Woodward (1695) beschreven. Het was echter de Engelse mijnbouwkundige en landmeter William Smith die rond 1800 doorhad dat er op die manier bepaalde volgordes van fossielen lateraal terug waren te herkennen.. De Duitse geoloog Leopold von Buch beschreef in 1810 het principe van een gidsfossiel.
In de daaropvolgende decennia begonnen geologen overal in Europa en daarna ook op andere continenten gesteentelagen te correleren. Rond 1830 had Charles Lyell het Tertiair van Zuid-Frankrijk, Gérard Paul Deshayes de opvolging in het Bekken van Parijs en Heinrich Georg Bronn het Italiaanse Tertiair met behulp van gidsfossielen onderverdeeld. Lyell stelde op basis van zijn stratigrafische werk en de uniformiteitsleer van James Hutton dat het ontstaan en uitsterven van soorten een continu proces is door de tijd, een idee dat aan de basis stond van Charles Darwins evolutietheorie.
In 1838 waren al in wat toen het "primaire systeem" genoemd werd (tegenwoordig het Paleozoïcum) door het vergelijken van fossielinhoud dezelfde ouderdom aan gesteentelagen op verschillende plekken in Europa toegekend. De soorten die oorspronkelijk als gidsfossiel waren gebruikt kwamen soms voor met andere soorten, waarvan daarna bekend was dat ze in dezelfde tijdsperiode voorkwamen en zelf ook weer als gidsfossiel gebruikt konden worden (zogenaamde parachronologie).
In 1852 ontwikkelde Alcide d'Orbigny het concept van een etage, een deel van een lithologische kolom dat wordt gekenmerkt door bepaalde fossielen. In 1856 zou hier door Albert Oppel de biozone aan toe worden gevoegd. Tegenwoordig wordt met een biozone meestal de tijdspanne bedoeld waarin een bepaalde soort leefde, vroeger werden vaker ook hogere taxonomische eenheden gebruikt.
Sinds de tweede helft van de 20e eeuw wordt ernaar gestreefd de complete evolutie van stammen (fylogenie) in kaart te brengen en hiermee opeenvolgingen van gesteenten onder te verdelen. Een andere methode is alle gedetermineerde fossielen in een gesteente in percentages uit te drukken en aan de hand hiervan onderverdelingen te maken. Dit gebeurt bijvoorbeeld veel in de palynologie.